# Claire Underwood
Claire Hale Underwood est un personnage principal de la série télévisée House of Cards, interprétée par Robin Wright. Elle fait sa première apparition dans le premier épisode de la saison 1, L'échiquier politique. Épouse du personnage de fiction Frank Underwood, elle constitue le deuxième protagoniste de la série de la saison 1 à la saison 5 avant de devenir le personnage principal dans la saison 6.

## Biographie

### Avant la série
Claire Hale Underwood est originaire de Highland Park, dans le comté de Dallas, au Texas. Elle appartient à une famille riche, son père décédé étant autrefois un important notable républicain du Texas. C'est au Radcliffe College, à Cambridge, qu'elle a rencontré son futur mari, Francis J. Underwood, étudiant en droit à Harvard et originaire de Caroline du Sud. Plus tard, elle étudiera elle-même à l'université Harvard. Elle a une relation difficile avec sa mère, Elizabeth Hale, déçue que Claire ait épousé Frank qu'elle a toujours méprisé, alors que son défunt mari avait financé sa campagne pour la Chambre des représentants.

### Saison 1
Claire Underwood est une lobbyiste dirigeant une ONG environnementale : la Clean Water Initiave. L'échec de son mari, Frank Underwood, à décrocher le poste de Secrétaire d’État la prive d'arrangements fructueux. Dès lors, elle accepte de devenir sa complice dans son complot pour la destitution du président des États-Unis. Pourtant, dès qu'elle le pourra, elle fuira sa « vie calculée » avec un artiste photographe, Adam Galloway, pendant plusieurs jours avant de retourner auprès de son mari, insatisfaite d'une vie plus légère.

### Saison 2
Frank parvient à se faire nommer vice-président des États-Unis et Claire devient sa meilleure conseillère en même temps que Deuxième dame des États-Unis. Lors d'une cérémonie, Frank se retrouve à décorer d'une médaille honorifique le général Dalton McGinnis, qui a violé Claire plusieurs années auparavant. Elle utilise par la suite la révélation publique du viol lors d'une interview télévisée pour faire du lobbying sur des lois contre les agressions sexuelles et faire bénéficier son mari de la popularité de cette loi. Conjointement aux manœuvres de Frank qui compromet le président Garrett Walker dans un scandale de financement politique, le couple accède au pouvoir suprême.

### Saison 3
Depuis l'accession de son mari Frank à la présidence des États-Unis, Claire est Première dame des États-Unis. Elle échoue à se faire nommer ambassadrice des États-Unis aux Nations unies par le Sénat. Néanmoins elle convainc son mari de la nommer définitivement ambassadrice en passant outre l'avis de la commission sénatoriale.  
Cependant dans la deuxième moitié de la saison, après avoir été contrainte de démissionner de son poste d'ambassadrice à la suite du chantage du président russe, elle se sent malmenée et diminuée quant à son rôle de première dame. Ses ambitions personnelles sont déçues et Claire annonce à son mari qu'elle le quitte, même si l'intrigue de la série repose depuis le début sur cette alliance froide.

### Saison 4
Après avoir quitté Frank, Claire part pour le Texas, dans son ranch natal où vit encore sa mère, atteinte d'un lymphome. Elle souhaite présenter sa candidature à la Chambre des représentants des États-Unis et appelle la consultante politique LeAnn Harvey pour l'aider. Face aux réticences de Frank à la soutenir dans ce district (il soutient publiquement sa rivale locale), elle fait secrètement fuiter une photographie du père de Frank dans un rassemblement du Ku Klux Klan au moment des primaires de Caroline du Sud (le fief de Frank Underwood). Frank s'en aperçoit et Claire va lui proposer de devenir sa colistière pour l'élection présidentielle. Après son hospitalisation, Frank, auparavant réticent change d'avis et accepte. En profitant des accusations pesant sur Heather Dunbar et de la mort de sa mère, Claire et Frank manipulent l'opinion, parvenant à faire désigner Claire colistière et candidate démocrate à la vice-présidence par la convention des délégués. Elle joue un rôle important dans cette saison : elle manipule et remplace quasiment le vice-président en place (Donald Blythe) pendant l’intérim provoqué par l'hospitalisation de Frank à la suite de la tentative d'assassinat par le journaliste Lucas Goodwin. Elle tente en vain de convaincre le chef captif d'ICO (Organisation du Califat Islamique) de modérer les preneurs d'otages de trois citoyens américains. Deux des otages, la mère et la fille sont finalement libérées. Après l'échec de la tentative pour faire libérer le père, elle convainc son mari d'utiliser la peur comme arme de persuasion et de laisser les terroristes exécuter le dernier otage.

### Saison 5
Durant la campagne présidentielle, Claire participe à plusieurs manipulations électorales dans le but de tromper l'opinion publique. Elle assassine son amant Tom Yates, qui menace de sortir un roman inspiré de la vie du couple présidentiel et relatant de nombreux scandales. Elle parvient à remporter l'élection présidentielle aux côtés de Frank et est ainsi élue vice-présidente. Par ailleurs, elle assure l'intérim de la présidence en attendant que Frank remporte la nouvelle élection de l’Ohio. Lors du dernier épisode, elle devient présidente des États-Unis après la démission de son mari qui préfère manipuler le pouvoir dans l'ombre et qui compte sur la grâce présidentielle pour échapper aux poursuites judiciaires. Cependant, dans sa première déclaration télévisée en tant que nouvelle présidente, Claire n'annonce pas la grâce pourtant attendue par Frank, choisissant ainsi de ne pas user de son droit de grâce pour son mari afin de ne pas se compromettre aux yeux de l'opinion publique. Frank semble alors déterminé à la défier, jurant auparavant de la « tuer » si elle ne lui accordait pas la grâce.

### Saison 6
Après la mort soudaine de son mari Frank, Claire Underwood, désormais veuve, doit composer avec l'encombrant héritage de l'ancien président. Celui-ci avait promis de faire passer certaines lois à Bill Shepherd, patron d'une influente multinationale et à sa sœur et amie de longue date de Claire, Annette Shepherd. De son côté, Doug Stamper, hospitalisé en soins psychiatriques, souhaite protéger à tout prix la mémoire de Frank alors que Claire est toujours sous la menace d'être accusée de complicité des crimes de son défunt mari.